# Jurij Knez
Jurij Knez (tudi Georg Khneis), slovenski basist in skladatelj, * ?, Vrhnika , † po 1621.
Jurij Knez, katerega priimek je zapisan tudi kot Khness, Khnes ali Knes je kot pevec in skladatelj deloval v dvornih kapelah v Innsbrucku, Stuttgartu, Münchenu in Salzburgu ter samostanu in župnijski cerkvi v Hallu pri Innsbrucku. Leta 1591 ga je salzburški stolni kapitelj nagradil za skladbi Vesperae in Magnificat; v seznamu Bavarske državne knjižnice je naveden Knezov petglasni parodični Marijin slavospev (magnifikat), komponiran po madrigalu flamskega skladatelja F. Salesa